# Амарин
Амарин (C21H18N2, 4,5-дигидро-2,4,5-трифенилимидазол) — бесцветные кристаллы, нерастворимые в воде, растворимы в этаноле и диэтиловом эфире. Синтезирован в 1877 г. польским химиком Брониславом Радзишевским.

## Синтез
Амарин наряду с гидробензамидом (PhC=N)2CHPh является одним из продуктов взаимодействия спиртового раствора аммиака с бензальдегидом:
Амарин также образуется при нагревании до 120—130 °C изомерного с ним гидробензамида, реакцию проводят в отсутствие воздуха, для избежания окисления амарина в лофин (трифенилимидазол).

## Свойства и реакционная способность
Амарин легко растворяется в этаноле и эфире, из которых выделяется в виде призматических кристаллов, плавящихся при 136 °C, не растворяется в воде, на вкус горек.
Молекула амарина имеет два центра хиральных (позиции 4 и 5 в имидазольном кольце).
По своим свойствам амарин — типичный имидазолин. Благодаря наличию в имидазолиновом цикле амидинового фрагмента он является достаточно сильным однокислотным основанием, образующим устойчивые соли с кислотами, при действии азотистой кислоты образует соответствующий нитрозамин, при алкилировании — N,N'-диалкилпроизводные. Окисление в жестких условиях (бихроматом калия в серной кислоте) происходит с раскрытием цикла, при этом образуется бензойная кислота.
Под действием мягких окислителей имидазолиновый цикл амарина ароматизируется, при этом образуется лофин:
| Амарин | → | Лофин |
| Амарин |   | Лофин |

## Биологическая активность
Как амарин, так и его соли ядовиты, достаточно 0,2 г уксуснокислого амарина для умерщвления собаки.